# André Daina
André Daina   (Buttes, 8 de juliol de 1940) és un exfutbolista i àrbitre de futbol suís retirat. És conegut per haver arbitrat un partit a la Copa del Món de la FIFA de 1986 a Mèxic. També va arbitrar un partit del Campionat d'Europa de Futbol de la UEFA de 1984 a França. Va arbitrar una semifinal de la Copa d'Europa el 1984 i la final de la Copa d'Europa de futbol de 1985.